# شیماماکی، هوکایدو
شیماماکی، هوکایدو (به لاتین: Shimamaki, Hokkaido) یک منطقهٔ مسکونی در ژاپن است که در Shiribeshi Subprefecture واقع شده‌است. شیماماکی ۱٬۹۷۹ نفر جمعیت دارد.